# Jordi Sanç
Jordi Sanç (15de eeuw - overleden in 1525) werd op 22 juli 1509 tot 45ste president van de Generalitat de Catalunya verkozen. Hij heeft zijn triënnaat in juli 1512 beëindigd. Hij was kanunnik van het kapittel van Barcelona, kerkbewaarder van Vic en proost van València.
Hij was de zoon van Arnau Sanç, kastelein van het Koninkrijk Napels en Maria van Mendoza. Hij was een erudiet figuur, bekend voor zijn deskundigheid op het vlak van de kosmografie en astronomie. Hij was een van de experten die onder leiding van Jaume Ferrer de Blanes de maritieme grenslijn tussen Castilië en Portugal, volgens het verdrag van Tordesillas moesten vastleggen. Hij heeft ook de uitgave van gedrukte boeken financieel ondersteund. Tijdens zijn triënnaat werd hij geconfronteerd met verhoogde criminaliteit van bandolers en een crisis van de lakenindustrie, mede veroorzaakt door de afschaffing van protectionistische maatregelen in Napels, die de markt voor de concurrentie uit Frankrijk openden. Hij was voorzitter van de Staten-Generaal van Montsó in 1510 en 1512, die gewijd waren aan de crisis van de lakenindustrie, de fraude en de dalende inkomsten van de Generalitat die onder meer veroorzaakt werd door dat veel ambachtslui naar het vorstendom Gascogne en het koninkrijk Frankrijk uitgeweken waren.
Hij is begin 1525 overleden, vermoedelijk in Barcelona en werd begraven in het klooster van de broeders van Santa Caterina.